# Muchik

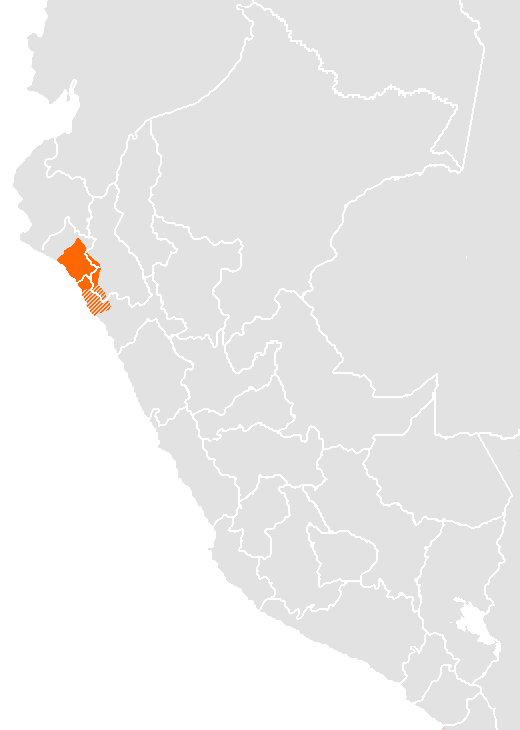
Muchik: ungefähres Verbreitungsgebiet der Sprache an der nördlichen Pazifikküste Perus

Muchik oder Mochica (auch Yunga oder Yunka nach der Höhenzone am Westabhang der Anden) war eine indigene Sprache, die an der nördlichen Pazifikküste Perus im Gebiet der Chimú bzw. der davor bestehenden Mochica-Kultur gesprochen wurde.

## Geschichte
Muchik war eine der großen Verkehrssprachen (neben dem Quechua, Aymara und Puquina), die zur Zeit der Conquista im Küstengebiet des Inka-Reiches (Tawantinsuyu) gesprochen wurden.
Die Sprache wurde im 17. Jahrhundert vom katholischen Priester Fernando de la Carrera Daza dokumentiert, der 1644 seine Arte de la lengua yunga de los valles del obispado de Truxillo del Perú herausgab. Neben einer Grammatik enthält dieses Buch grundlegende Texte der Katholischen Kirche, teilweise in Frage-Antwort-Form, sowie einige nicht-religiöse Dialoge. Die strukturell kaum vom Spanischen beeinflussten Texte wurden offensichtlich von einem Muttersprachler verfasst. Daneben gibt es aus der Zeit einige Gebetstexte, insbesondere das Rituale seu Manuale Peruanum von Luis Jerónimo de Oré aus dem Jahre 1607, sowie vom Ende des 18. Jahrhunderts ein Vokabular vom Bischof Baltazar Jaime Martínez Compañón. In der Gegend von Trujillo, dem Kerngebiet der Chimú, starb das Mochica bereits im 18. Jahrhundert aus. Ende des 19. Jahrhunderts machte Ernst Middendorf an der Küste von Lambayeque Felduntersuchungen, sodann in den Jahren 1906–1910 Hans Heinrich Brüning, als die Sprache bereits am Aussterben war. In Etén (Region Lambayeque) lebten jedoch noch 1929 einige alte Leute mit Mochica-Kenntnissen, die dem Linguisten Walter Lehmann Angaben über die Sprache machten. Die letzten Mochica-Sprecher sollen in den 1950er Jahren gestorben sein. 
Es gibt Versuche auf regionaler Ebene in Schulen in Lambayeque, es mit Neu-Sprechern zu revitalisieren. Dabei handelt es sich insbesondere um Lehrkräfte.

## Klassifikation
Später wurden diese Quellen vom peruanischen Linguisten Alfredo Torero ausgewertet.
Typologisch unterscheidet sich Muchik grundlegend von den anderen wichtigen historischen Sprachen der südamerikanischen Westküste wie Quechua, Aymara und Mapudungun und weist Strukturen auf, die kaum in anderen Sprachen Südamerikas auftreten. So werden Kasussuffixe in Reihe aneinandergehängt. Dem Ablativ-Suffix muss das Lokativ-Suffix vorangehen, vor dem wiederum die Form des obliquen Kasus stehen muss. Sämtliche Substantive haben jeweils einen Stamm für „in Besitz befindlich“ und „nicht in Besitz befindlich“. Es gibt außerdem einen eigenen Kasus für den Agierenden bei Passivformen. Beim Verb werden alle finiten Formen mit der Kopula gebildet.
Die Mochica-Sprache hat keine Verwandtschaft mit irgendeiner lebenden oder anderen hinreichend dokumentierten Sprache und war auch vom Quechua, der hauptsächlichen Verkehrssprache des Tawantinsuyu, kaum beeinflusst. Auf Grund einiger Parallelen mit mehreren anderen ausgestorbenen, nur wenig überlieferten Sprachen (z. B. Puruhá, Kañari) wird das Muchik mit diesen in der Familie der Yunka-Sprachen zusammengefasst.
Das kaum dokumentierte Quingnam der Küstenregion des Chimú-Reiches, auch als Lengua Pescadora oder Yunga Pescadora bezeichnet, ist zwar als Muchik-Dialekt eingeordnet worden, doch eine 2010 entdeckte, dem Quingnam oder Pescadora zugeordnete Liste von Zahlwörtern stimmt nicht mit den Muchik-Zahlen überein.

## Ursprüngliche Muchik-Lieder
Von Aufzeichnungen des Bischofs Baltazar Jaime Martínez Compañón ist aus dem 18. Jahrhundert ein Muchik-Liedtext samt Melodie (eine Tonada), die Tonada del Chimo, neben anderen Liedern der Region erhalten.
Bis in die heutigen Tage werden Mochica-Verse in einigen rituellen Gesängen im Distrikt Inkawasi (Provinz Ferreñafe, Departamento Lambayeque) verwendet, wo ansonsten heute Quechua (Inkawasi-Kañaris) gesprochen wird.

## Heutige Lehrangebote in Peru
Insbesondere die Dozentin Ana Ramos Cabrera (1957–2011) bemühte sich im Rahmen einer kulturellen Wiedererweckung der Mochica-Kultur um eine Verbreitung der Kenntnisse des Muchik. Sie schrieb das Lehrbuch Maellaec maix muchik (Hablemos muchik) und unterrichtete unter anderem Lehrer in dieser Sprache in den letzten Jahren ihres Lebens in Chiclayo. Die Region Lambayeque nahm 2008 die Möglichkeit von Muchik-Unterricht in das offizielle Curriculum auf; 2012 folgte die Veröffentlichung des Lehrbuchs Tūk muchik, das für den Gebrauch an peruanischen Schulen vorgesehen ist.